# Raymond Benoit
Raymond Benoit (fl. XX secolo) è stato un canottiere francese.
Partecipò all'Olimpiade 1900 di Parigi nella gara di singolo, dove fu eliminato in semifinale.